# Liste d'œuvres artistiques perdues
Cet article concerne les œuvres d'arts plastiques. Pour les œuvres littéraires, voir Liste d'œuvres littéraires perdues. Pour les films, voir Liste de films perdus.
Une œuvre perdue est une œuvre d'art attestée par des sources crédibles mais qui n'est présente dans aucun musée ou collection privée, ou dont la destruction est connue, qu'elle soit délibérée, accidentelle ou par négligence.
Les œuvres présentes ci-dessous sont groupées par leur date de création, et non pas par leur date de destruction ou de perte, (à l'exception du XX°siècle et XXI°siècle) et consistent en des peintures, sculptures et œuvres d'art similaires.

## Époque classique

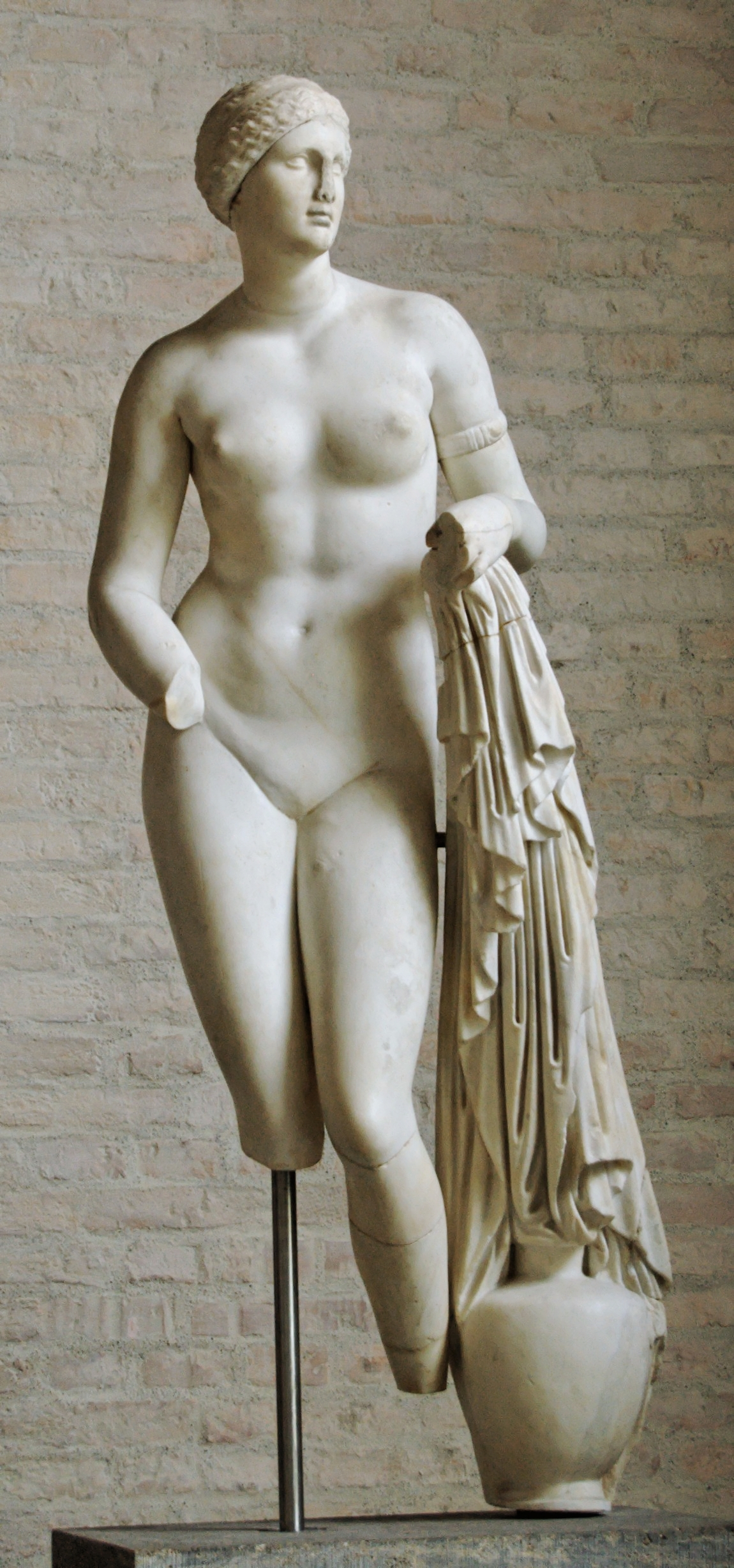
Aphrodite Braschi, statue du type de l'Aphrodite de Cnide, Glyptothèque de Munich.

- Athéna Parthénos, statue chryséléphantine de Phidias installée au Parthénon à Athènes (Ve siècle av. J.-C.)
- Athéna Lemnia bronze de Phidias, Parthénon (Ve siècle av. J.-C.)
- La statue chryséléphantine de Zeus à Olympie, statue de Phidias, l'une des sept merveilles du monde (Ve siècle av. J.-C.)
- Le Sac de Troie et Ulysse aux Enfers, peintures de Polygnote de Thasos (milieu du Ve siècle av. J.-C.) présentes dans le trésor de Cnide à Delphes ; décrites en détail dans la Description de la Grèce de Pausanias le Périégète, chap. X, p. 25-31.
- Aphrodite de Cnide, marbre de Praxitèle (IVe siècle av. J.-C.)
- Héraclès, bronze assis colossal de Lysippe pour l'acropole de Tarente (IVe siècle av. J.-C.). Pillé par Quintus Fabius Maximus Verrucosus en -209 et installé sur le Capitole de Rome. Par la suite, déplacé à Constantinople pour décorer l'Hippodrome. Fondu par les Croisés pendant la quatrième croisade en 1204.
- Le Colosse de Rhodes, l'une des sept merveilles du monde (IIIe siècle av. J.-C.)

## Vesiècle

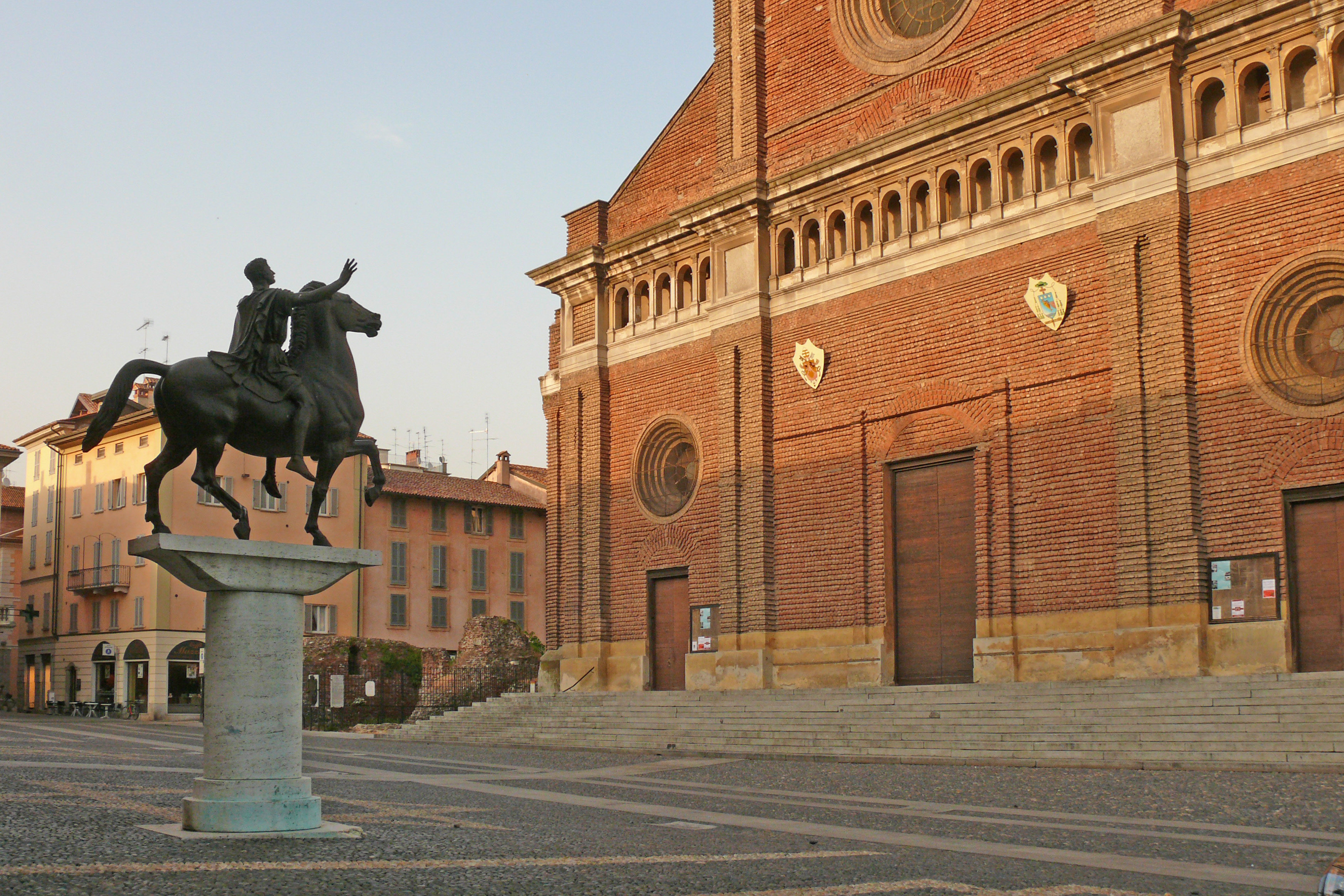
Copie du Regisole, réalisée en 1937 par Francesco Messina.

- Portraits en mosaïque des membres des familles impériales d'Orient et d'Occident, ainsi que de l'évêque de Ravenne, commandés par Galla Placidia dans l’église san Giovanni Evangelista de Ravenne (vers 425). Détruits avant 1747.
- Le Regisole, statue équestre de Théodoric le Grand, érigée à Ravenne. Déplacée devant la cathédrale de Pavie au Moyen Âge. Détruite par le Club des Jacobins de Pavie en 1796, car perçue comme un symbole de la monarchie.

## VIesiècle

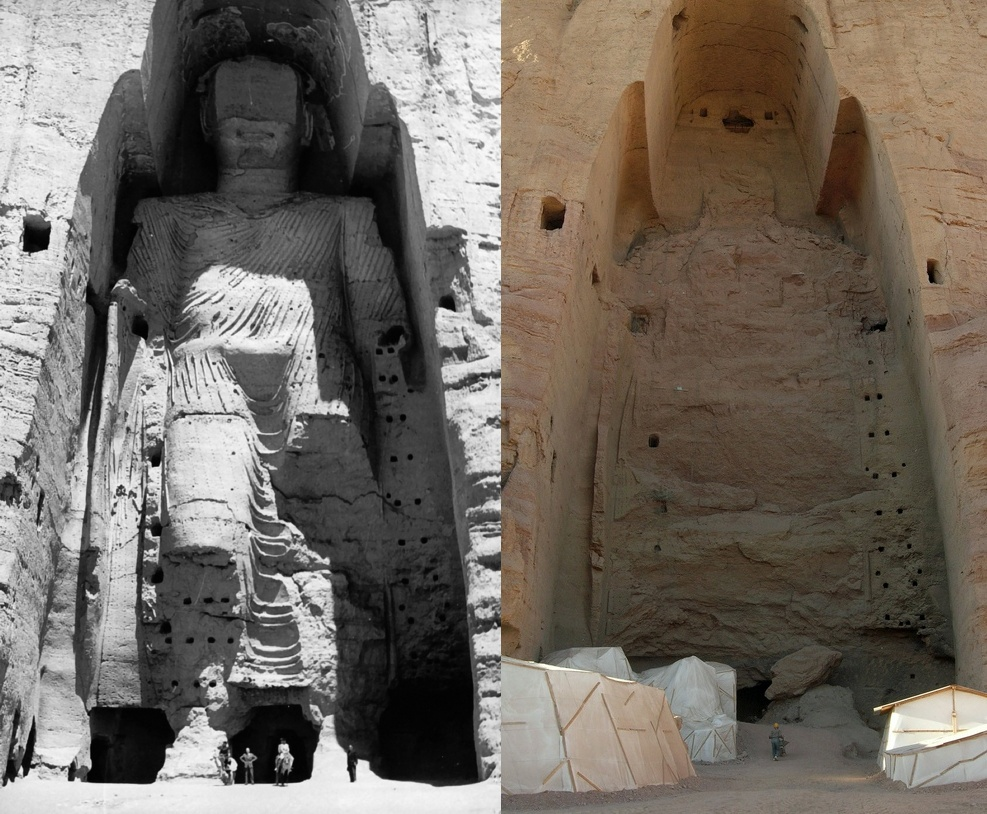
le grand Bouddha de Bâmiyân, avant et après sa destruction.

- Bouddhas de Bâmiyân, détruits par les Talibans en 2001.

## VIIesiècle
- Vierge à l'Enfant de la Kaaba, icône détruite durant le siège de La Mecque (683).

## VIIIesiècle

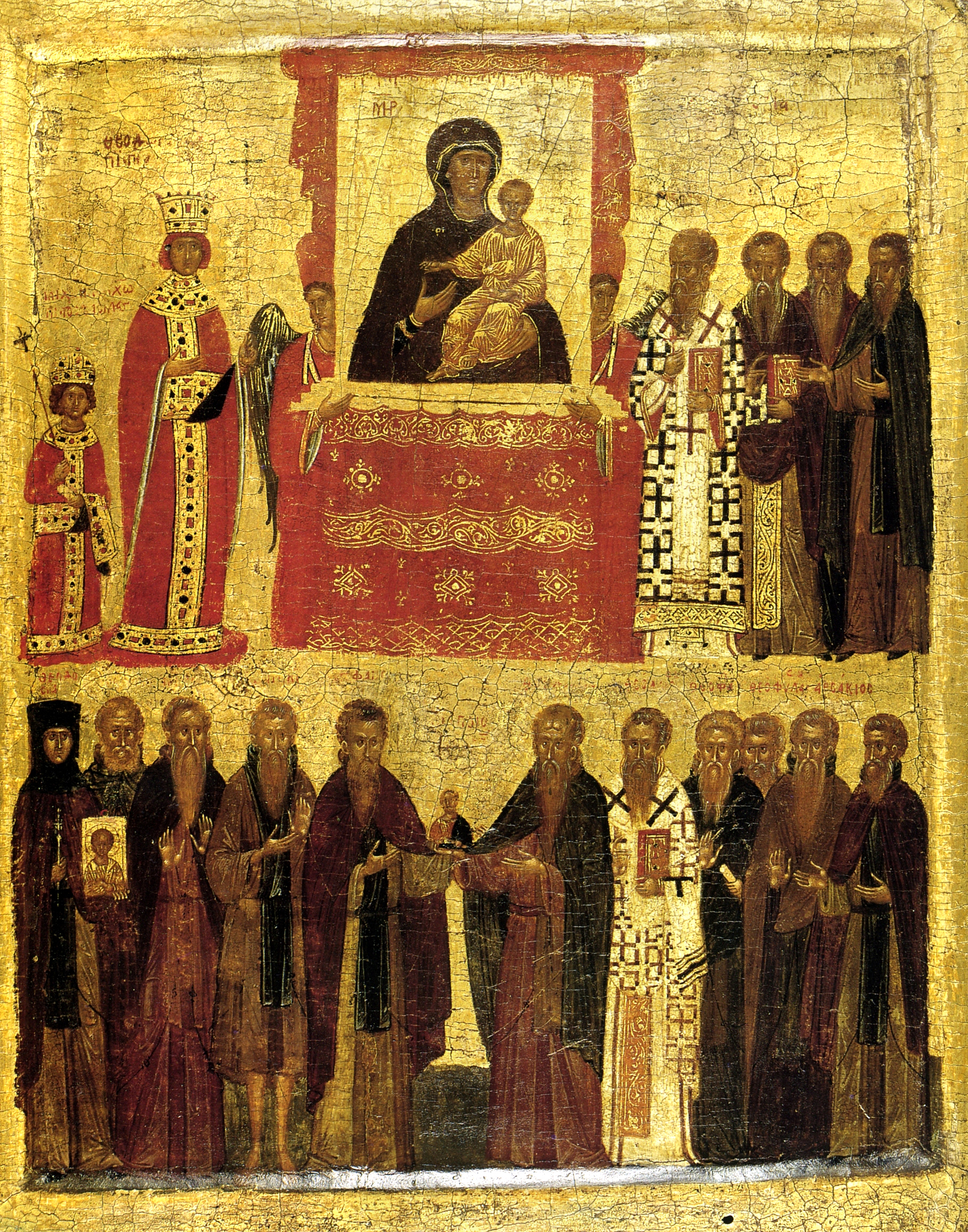
Icône célébrant le « triomphe de l'Orthodoxie » et la restoration de la vénération des icônes en 843. Saint Théodose, martyr iconodule, est représenté à gauche dans la rangée inférieure, portant l'icône du Christ Chalkite.

- De nombreuses icônes sont détruites pendant le règne de Léon III l'Isaurien (717-741), dont une image du Christ Chalkite sur la Chalkè. Seules quelques rares icônes de cette période subsistent, conservées hors du contrôle impérial au monastère Sainte-Catherine du Sinaï.

## XIesiècle

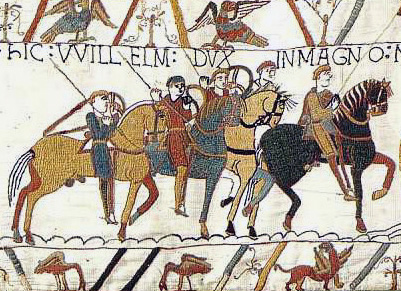
Détail de la partie subsistante de la tapisserie de Bayeux.

- Extrémité de la tapisserie de Bayeux, délibérément enlevée à une date inconnue et désormais perdue.

- Une édition originale du Rubaiyat, recueil de poèmes persans. Engloutie lors du naufrage du Titanic, le 15 avril 1912.

## XIIesiècle
- Toiture et charpente en bois de la cathédrale Notre-Dame de Paris, (à partir de 1163). Détruites lors de l'incendie du 15 avril 2019.

## XIIIesiècle
- Châsse de sainte Gertrude, détruite en 1940 lors du bombardement de Nivelles et l'incendie de la collégiale Sainte-Gertrude de Nivelles, en Belgique.
- 5 panneaux des 8 composant le Diptyque de dévotion de Cimabue (env.1280) ont été perdues.

## XIVesiècle
- Duccio di Buoninsegna : 

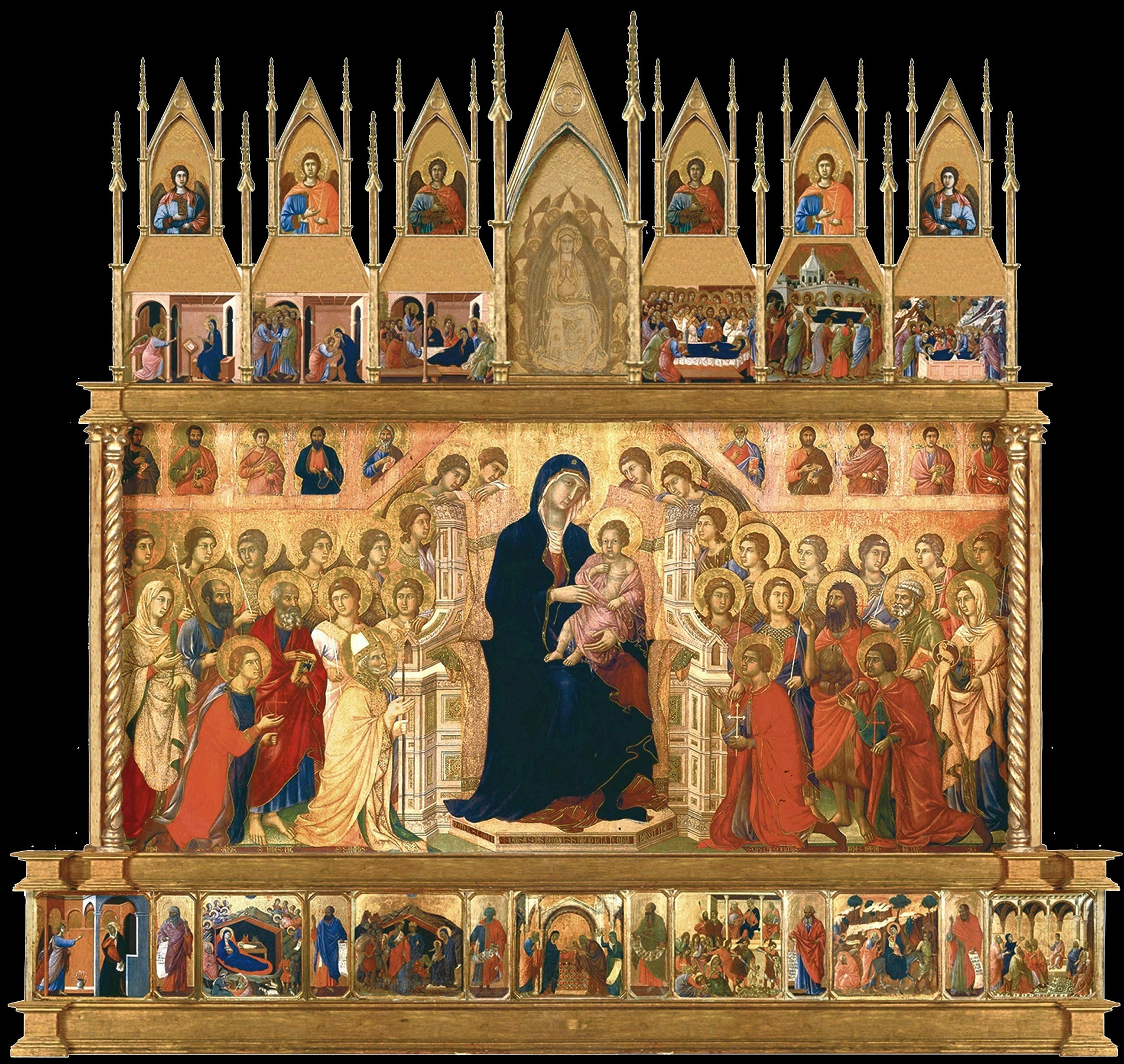
Reconstitution possible du recto de La Maestà.

  - Panneaux de La Maestà, Retable peint pour la cathédrale de Sienne et représentant le Couronnement de la Vierge,  la Vierge de l'Assomption, l'Ascension du Christ et le Christ en majesté ; actuellement manquants et supposés perdus
- Simone Martini :
  - Portrait de Laure de Sade, sujet de l'un des sonnets de Pétrarque
- Ambrogio Lorenzetti : 
  - Sainte Marguerite de Cortone ramenant Suppolino à la vie, église Santa Margherita de Cortone ; détruite au milieu du XVIIe siècle
- Giotto di Bondone :
  - La Navicella, mosaïque pour le porche de l'antique basilique vaticane ; retravaillée de façon extensive au XVIIe siècle
  - Fresque allégorique de la commune de Florence représentée comme un juge assis avec sceptre, flanquée de représentations du Courage, de la Prudence, de la Justice et de la Tempérance, peinte pour le palais du Bargello, à Florence. Décrite par Giorgio Vasari.
  - Fresques des Apôtres pour la chapelle Giugni de la basilique Santa Croce de Florence
  - Peinture de la Vierge, léguée par Pétrarque à Francesco da Carrara, seigneur de Padoue, en 1370
- Stefano Fiorentino : 
  - fresque de l'Assomption de Marie pour le Camposanto de Pise réalisée vers 1335 et détruite durant la seconde guerre mondiale.

## XVesiècle
- La Vierge intronisée avec les Saints et les Anges, Lorenzo Monaco (1402). Détruite dans l'incendie de la tour de Flak de Berlin-Friedrichshain à la suite de la chute de la ville en mai 1945.
- Josué, sculpture en terre cuite de Donatello pour la tribune nord de la cathédrale de Florence (vers 1410) ; disparue au XVIIIe siècle
- Abondance, statue en pierre de Donatello (1428) pour le baptistère de la cathédrale de Florence, déplacée ensuite au Mercato Vecchio. Remplacée au XVIIIe siècle et perdue depuis.
- Fresques de Gentile da Fabriano et Pisanello pour la basilique Saint-Jean-de-Latran, Rome ; détruites lors de la reconstruction en 1647
- Hommes illustres, cycle de plus de 300 fresques par Masolino da Panicale et Paolo Uccello (vers 1432) pour le palais du cardinal Orsini à Rome. Une copie à l'aquarelle, réalisée par Leonardo da Besozzo, subsiste.
- Sagra del Carmine, fresque monochrome de Masaccio pour le cloître de l'église Santa Maria del Carmine à Florence (1425), représentant la consécration de l'église en 1422. Détruite avant 1600.
- Confirmation des Règles des Carmelites, fresque de Fra Filippo Lippi dans le cloître de l'église Santa Maria del Carmine à Florence. Détruite lors d'un incendie en 1771. Un fragment découvert en 1860 subsiste.
- Crucifix peint par Fra Angelico pour l'église dominicaine de la basilique Santa Maria Novella, Florence (1423)
- Le Dernier Jugement, école de Fra Angelico (1456). Détruite dans l'incendie de la tour de Flak de Berlin-Friedrichshain, en 1945.
- La Flagellation, fresque d'Andrea del Castagno dans le cloître de la basilique Santa Croce de Florence, détruite au XVIIe siècle
- Fresques de la vie de la Vierge (1450–1452) débutées par Domenico Veneziano et complétées par Andrea del Castagno, dans l'église de Sant' Egidio à Florence. Détruites en 1594.
- Cycle de fresques de la vie de sainte Rose, par Benozzo Gozzoli, pour l'église Santa Rosa de Viterbe. Détruites en 1632 lors des rénovations de l'église. Un autographe, des dessins et une description contemporaine lui survivent.
- Pièce d'autel représentant des scènes de la vie de saint Nicolas, par Antonello de Messine, pour la confraternité de San Nicolò della Montagna à Messine. Observée par Giovanni Battista Cavalcaselle en 1871. Détruite lors du tremblement de terre de 1908.
- La Vierge et l'Enfant en gloire avec les saints Jean l'Évangéliste, François, Jérome et Jean-Baptiste, Domenico Ghirlandaio (vers 1496). Détruite dans l'incendie de la tour de Flak de Berlin-Friedrichshain en 1945.
- Sandro Botticelli : 
  - Vierge à l’Enfant entre sept anges autrefois au Kaiser- Friedrich-Museum de Berlin, disparue en 1945
  - Plusieurs tableaux de sujets « païens » par Sandro Botticelli, qui les brûle en 1497 lors du Bûcher des Vanités.
  - Portrait de Pierre Ier de Médicis, Sandro Botticelli (vers 1478). Anciennement au Museo Civico Gaetano Filangieri, à Naples. Détruit pendant la Seconde Guerre mondiale. Des photographies en subsistent.
  - Deux portraits d'homme de Sandro Botticelli ont brûlé avec notamment une Déposition de Francesco Solimena et l'Éducation de la Vierge de Bernardino Luini dans l'incendie de la villa Montesano à San Paolo Bel Sito par les Allemands, le 30 septembre 1943.
- Fresques sur des thèmes mythologiques, dont la Forge de Vulcain, exécutées par Botticelli, Ghirlandaio, Filippino Lippi et Le Pérugin pour Laurent de Médicis dans le grand hall et la loggia extérieure de sa villa di Spedaletto, près de Volterra (1487-90). Endommagées par l'humidité et finalement détruites lors d'un incendie au début du XIXe siècle
- Fresque du Triomphe de Trajan, Vincenzo Foppa, réalisée pour la banque Médicis de la via de Bossi, à Milan. Un fragment en subsiste à la Wallace Collection, Londres.
- Pièce d'autel pour l'église Santa Maria dei Battuti de Belluno, Alvise Vivarini (vers 1485). Détruite lors d'un incendie à Berlin pendant la Seconde Guerre mondiale.
- Andrea Mantegna :
  - Fresques, dont le Baptême du Christ, pour la chapelle du Belvedere du Vatican, Andrea Mantegna (1488). Détruites sous Pie VI pour permettre la construction du musée Pio-Clementino en 1780.
  - Lamentation du Peuple sur la mort de Gattamelata, Andrea Mantegna (1457–60), une fresque du palais Gattamelata, à Padoue. Détruite lors d'un incendie le 5 novembre 1760.
- Giovanni Bellini :
  - Pièce d'autel Sainte Catherine de Sienne, Giovanni Bellini, pour la chapelle du Rosaire de la basilique de San Zanipolo. Détruite lors d'un incendie en 1867.
  - Le Souper à Emmaüs, Giovanni Bellini (vers 1494). Peinte pour Giorgio Cornaro de Venise. Détruite lors d'un incendie à Vienne au XVIIIe siècle
- Melozzo da Forli :
  - Fresque, Ascension du Christ en gloire, Melozzo de Forlì (vers 1478-80), pour le chœur de la basilique des Saints-Apôtres. Détruite en 1711 pour l'élargissement du chœur. Des fragments en subsistent au Vatican et au Quirinal.
  - Fresque de la voûte de la chapelle Feo dans l’église san Biagio à Forli de Melozzo da Forlì . Détruite lors d'un bombardement en 1944.

- Luca Signorelli :
  - L'Éducation de Pan, Luca Signorelli. Détruite dans l'incendie de la tour de Flak de Berlin-Friedrichshain en 1945. (Une copie de collection privée montpelliéraine de l’œuvre existe.
  - Fresque de La Madone et les Saints pour la tour de Città di Castello, Signorelli (1474). Détruite lors d'un tremblement de terre en 1789.
  - Fresque La Calomnie d’Apelles peinte pour la chambre d'audience du palais Petrucci, Sienne.
  - Fresque du Festin de Pan peint pour la chambre d'audience du palais Petrucci, à Sienne. Une reconstitution à partir d’une esquisse de Luca Signorelli a été proposée par Olivier Maceratesi[1]
- Le Pérugin : Fresque L'Adoration des Mages, pour le couvent San Giusto alla Mura. Détruite lors de la préparation pour la défense de la ville pendant le siège de Florence en 1529.
- Jan van Eyck : 
  - Les Juges intègres, panneau inférieur gauche de L'Agneau mystique. Volé en 1934 et désormais perdu.
  - Triptyque de la Vierge et l'Enfant, (vers 1441). Peint pour Nicholas van Maelbeke, prévot de la cathédrale Saint-Martin d'Ypres. Enlevée de la cathédrale et perdue pendant l'occupation française des Pays-Bas, 1792–1815. Une copie de 1629 a été acquise par le musée de Bruges en 2007.
- Petrus Christus : Crucifixion, attribuée à P.Christus (vers 1444). Anciennement au musée Dessau. Détruite lors d'un bombardement pendant la Seconde Guerre mondiale.
- Rogier van der Weyden : La Justice de Trajan (1439) et La Justice de Herkenbald, . Peintes pour la Gulden Camere de l'hôtel de ville de Bruxelles. Détruite par les forces françaises lors du bombardement de Bruxelles de 1695.
- La Descente de la Croix, pièce d'autel de Jan Mabuse, exécutée pour l'église de Middelbourg. Détruite lors d'un incendie en 1568.
- Tapisseries de la Grande Histoire de Troie, exécutées vers 1475 pour la Chambre Peinte du palais de Westminster, Londres. Enlevées en 1820 et vendues pour dix livres sterling à un marchand londonien. Supposées détruites.
- Piero della Francesca : Fresque pour le palais du Vatican. Détruites (ou recouvertes) par Raphaël avant la réalisation des chambres de Raphaël.
- Pisanello : Fresques représentant des scènes de chasse, pour le château de Pavie. Détruites par des soldats français en 1527.

## XVIesiècle
- Vittore Carpaccio :
  - Le Jugement de saint Stéphane. Partie d'une série de cinq toiles pour la Scuola di San Stefano, Venise. Perdue à partir de 1806. Un dessin préparatoire subsiste à la galerie des Offices.
  - La Vierge et l'Enfant intronisés avec les saints Faustinus et Jovita, saint patrons de Brescia, pièce d'autel. Anciennement dans la sacristie de San Giovanni Evangelista, à Brescia. Vendue à la National Gallery de Londres, perdue dans le naufrage du navire la transportant, dans la Manche.
- Fra Bartolomeo : L'Assomption de la Vierge (vers 1507-08). Détruite dans l'incendie de la tour de Flak de Berlin-Friedrichshain en 1945.
- Léonard de Vinci :
  - Méduse (avant 1500, pas terminée). Dans la collection de Cosme Ier de Toscane, 1553. Perdu depuis la fin du XVIe siècle
  - Léda et le Cygne (1508). Disparue du château de Fontainebleau après 1692.
  - La Bataille d'Anghiari.
  - Dessin de Léda et le Cygne (vers 1530). Donné par l'artiste à son ami Antonio Mini qui le transporte en France, où il disparaît.
- Michel-Ange :
  - Dessin de la Bataille de Cascina, Palazzo Vecchio. Peut-être détruit par Baccio Bandinelli.
  - Cupidon, marbre, propriété d'Isabelle d'Este et Charles Ier d'Angleterre. Détruit dans un incendie au palais de Whitehall, Londres, en 1698.
  - Hercule, marbre, première statue sur pied de l'auteur (vers 1492-94). Installée au palais Strozzi, Florence, en 1506. Envoyée en France au XVIe siècle. Disparait du château de Fontainebleau au XVIIIe siècle
  - Statue en terre-cuite d'un cheval (élément du monument au duc Francesco Sforza), Léonard de Vinci. Détruite par les soldats français pendant l'occupation de Milan en 1499.
  - Statue de bronze de David reposant son pied sur la tête tranchée de Goliath.
  - Statue de bronze du pape Jules II bénissant, disposée sur la façade de la basilique San Petronio de Bologne. Détruite par le peuple de Bologne en 1511.
  - Statue de saint François d'Assise recevant les stigmates, réalisée durant son premier séjour à Rome dont il ne reste aucune trace.
- Le Corrège :
  - La Madone à l'Enfant avec sainte Marie-Madeleine et sainte Lucie, pièce d'autel.
  - Le Couronnement de la Vierge, fresque pour l'église San Giovanni Evangelista, Parme. Détruite en 1587. Fragments à la National Gallery, Londres, et d'autres musées.
- Raphaël :
  - Portrait de jeune homme. Volé par les Allemands à la galerie Czartoryski de Cracovie pendant la Seconde Guerre mondiale, désormais perdu.
  - Le Couronnement de saint Nicolas de Tolentino, pièce d'autel. Première commission connue de l'artiste, réalisée pour la chapelle d'Andrea Baronci dans l'église Sant'Agostino de Citta di Castello. Détruite lors d'un tremblement de terre au XVIIIe siècle. Au moins quatre fragments en subsistent (Louvre, Capodimonte).
  - Sainte Catherine d'Alexandrie. Anciennement propriété de Thomas Howard. Décrite dans une gravure de Wenceslas Hollar. Supposée perdue.
- Benvenuto Cellini : Le Mariage de Neptune et Amphitrite, bol d'argent. Volé du chapitre de la basilique Santa Barbara, Modène, par les Français, en 1796. Supposé perdu.
- Albrecht Dürer : L'Ascension de Marie, pièce d'autel. Le panneau central est ajouté par la suite à la collection de Maximilien de Bavière, et est détruit dans un incendie en 1729.
- Lucas Cranach l'Ancien :
  - Le Cardinal Albrecht de Brandenbourg, Archevêque de Mayence, La Vierge à l'Enfant et Quatre Saintes et La Madone à l'Enfant et Saint Jean enfant. Détruites dans l'incendie de la tour de Flak de Berlin-Friedrichshain en 1945.
  - Le Duc Henri de Saxe. Détruite pendant le bombardement de Dresde, février 1945.
- Pieter Brueghel l'Ancien :
  - Jour de marché. Dépeinte au XVIIe siècle dans la représentation de la galerie de Cornelis van der Geest par Willem van Hoecht.
  - La Rixe des fermiers. Détruite pendant le bombardement de Dresde, février 1945.
- Hans Holbein le Jeune :
  - Peinture murale, réalisée au palais de Whitehall, Londres, pour Henri VIII et sa famille. Détruite dans un incendie en 1698.
  - La Famille de Sir Thomas More. Détruite lors d'un incendie au château de Kremsier, en 1752.
  - L'Orfèvre Hans von Zurich. Copié par Lucas Vosterman. Gravé par Wenceslas Hollar. Supposé perdu.
- Tintoret : Le Couronnement de Frédéric Barberousse / L'Excommunication de Barberousse / Le Jugement dernier. perdus dans un incendie au palais des Doges de Venise en 1577.
- Paul Véronèse : Hommage à Frédéric Barberousse perdu dans un incendie au palais des Doges de Venise en 1577.
- Carpaccio : La Bataille d'Ancône perdue dans un incendie au palais des Doges de Venise en 1577.
- Alvise Vivarini Othon promettant de servir de médiateur entre Venise et Barberousse perdu dans un incendie au palais des Doges de Venise en 1577.
- Guariento di Arpo : Le Paradis, perdu dans un incendie au palais des Doges de Venise en 1577.
- Gentile Bellini : La Bataille de Salvore et La Présentation de la bougie blanche au Pape perdues dans un incendie au palais des Doges de Venise en 1577.
- Giovanni Bellini : La Présentation de huit standards et trompettes au Doge. perdue dans un incendie au palais des Doges de Venise en 1577.
- Titien :
  - La Bataille de Spolette perdue dans un incendie au palais des Doges de Venise en 1577.
  - La Bataille de Cadore perdue dans un incendie au palais des Doges de Venise en 1577.
  - Le Doge Gritti priant la Vierge perdue dans un incendie au palais des Doges de Venise en 1577.
  - Portrait d'Isabelle d'Este en rouge. Une copie de Rubens est exposée au Kunsthistorisches Museum, Vienne.
  - Le Martyre de saint Pierre, pour la chapelle du Rosaire de la basilique de San Zanipolo. Détruit dans un incendie en 1867. Des copies et des gravures en subsistent.
  - Double portrait de Charles Quint et de sa femme Isabelle. Détruit dans l'incendie du palais de l'Alcazar, Madrid, en 1734. Une copie de Rubens subsiste.
  - Madeleine pénitente. Peinte pour Philippe II d'Espagne, en 1561. Détruite dans l'incendie de la Bath House, Londres, le 21 janvier 1873.
  - Ixion et Tantale. Détruits dans l'incendie du palais de l'Alcazar, Madrid, en 1734
  - Tableaux des Douze Césars. Détruits dans l'incendie du palais de l'Alcazar, Madrid, en 1734
  - Vénus devant son miroir. Perdu des collections royales espagnoles au XIXe siècle. Une copie de Rubens en subsiste.
- Apollon et Junon et Saturne aide la religion à triompher de l'hérésie, Paul Véronèse. Peintes vers 1580 pour le Fontego dei Tedeschi, Venise. Détruite dans l'incendie de la tour de Flak de Berlin-Friedrichshain en 1945.
- Pontormo :
  - Fresque de Dieu le Père et les Quatre Évangélistes, pour la chapelle Capponi de l'église Santa Felicita, Florence. Détruite lors d'un remaniement de l'édifice au XVIIIe siècle
  - Le Jugement dernier pour le choeur de la Basilique San Lorenzo de Florence. Les fresques sont détruites en 1738 pour le remaniement du choeur et qui ont pourtant nécessité 10 ans de travail de la part de Pontormo, un travail poursuivi par Bronzino.
- Primatice et Niccolò dell’Abbate
  - La Galerie d'Ulysse, galerie du château de Fontainebleau peinte sur plus de 150 mètres de longueur et détruite en 1738 par la volonté de Louis XV.

## XVIIesiècle

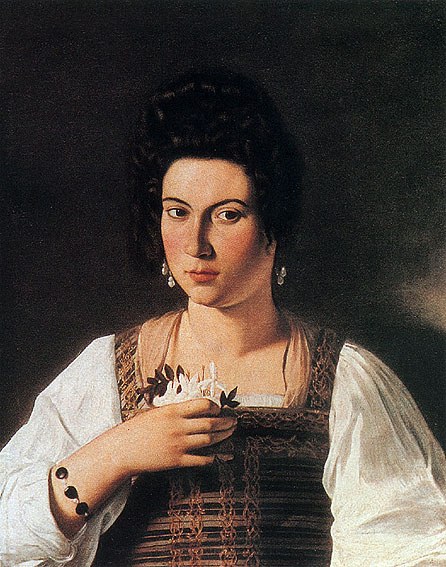
Portrait d'une dame par Le Caravage, anciennement au musée de Bode, Berlin. Tableau supposé détruit dans la catastrophe de la Friedrichshain Flakturm en 1945.

- Les fresques de Luca Giordano, Francesco Solimena, Francesco de Mura, Paolo de Matteis et Sebastiano Conca dans l'abbaye du Mont-Cassin. Le 15 février 1944, le commandement allié ordonne le bombardement du monastère du Mont-Cassin, en Italie. Deux cent vingt-quatre appareils larguent quatre cent vingt tonnes de bombes qui rasent le monastère.
- The Armada Tapestries, Hendrick Cornelisz Vroom (1602), pour Charles Howard. Vendues à Jacques Ier d'Angleterre en 1616, exposées à la Chambre des lords, Londres, par Oliver Cromwell en 1650. Détruites lors de l'incendie du Parlement en 1834. Gravées par John Pine en 1739.
- Statue équestre d'Henri IV, Giambologna. Offerte à Marie de Médicis par Cosme II de Médicis en 1614. Fondue pour fabriquer des canons pendant la Révolution française.
- Nicolas Poussin :
  - Le Martyre d'Érasme (vers 1630). Détruit lors des bombardements de Dresde, en février 1945.
  - Pénitence, de la série des Sept sacrements (1637–40). Détruit par l'incendie du château de Belvoir en Angleterre, en 1816.
  - Vers 1638, Poussin a peint un tableau similaire au "Temps soustrait la Vérité aux atteintes de l'Envie et de la Discorde" pour le cardinal Giulio Rospigliosi (futur pape Clément IX) Le tableau est perdu.
- Claude Gellée :
  - La Reine Esther approchant du palais d'Assuérus (1658). Détruit dans l'incendie de l'abbaye de Fonthill en Angleterre, en 1755.
  - Énée et la Sybille de Cumes (1666-73).
- Pierre Paul Rubens :
  - La Levée de la Croix, pièce d'autel peinte pour la basilique Sainte-Croix-de-Jérusalem, Rome (1601–02).
  - Bacchanale avec silène entre une nymphe et un faune ; une panthère à leurs pieds ; collection Thomas Lewis Esq. ; reste une gravure de Carlo Faucci de 1763 ordonnée par John Boydell ; original déclaré perdu[2][pas clair]
  - Judith décapitant Holopherne (vers 1609). Connu uniquement par la gravure qu'en fait Cornelius Galle en 1610.
  - La Madone du Rosaire. Peinte pour la chapelle royale de l'église dominicaine de Bruxelles. Détruite par les forces françaises lors du bombardement de Bruxelles de 1695.
  - La Vierge parée de fleurs par sainte Anne (1610). Peinte pour l'église des frères carmélites de Bruxelles. Détruite lors du bombardement français en 1695.
  - Triptyque de Saint Job (1613). Peint pour l'église Saint-Nicolas, Bruxelles. Détruit lors du bombardement français en 1695.
  - Cambyse nommant juge Otanes, Le Jugement de Salomon et Le Jugement Dernier. Décoration pour le hall des Magistrats, Bruxelles. Détruite lors du bombardement français en 1695.
  - Neptune et Amphitrite (vers 1615). Détruite dans l'incendie de la tour de Flak de Berlin-Friedrichshain en 1945.
  - La Nativité, L'Adoration des Mages et La Pentecôte. Peintes pour la chapelle du palais de Coudenberg, Bruxelles. Détruites lors d'un incendie en 1731.
  - Susanne et les Anciens (1617–18). Gravée en 1620 par Lucas Vosterman.
  - Satyre, Nymphe, Putti et Léopards (1618). Connue uniquement par une gravure.
  - L'Enlèvement de Proserpine. Gravée avant 1621 par Pieter Soutman. Détruite lors d'un incendie au palais de Blenheim, Oxfordshire, 5 février 1861.
  - Crucifixion avec Marie, Saint Jean, Madeleine (1622). Détruite par des parlementaires anglais dans la chapelle de la Reine, Somerset House, Londres, 1643.
  - Portrait de Philippe IV d'Espagne (1628). Détruite lors d'une attaque incendiaire à la Kunsthaus, Zurich, en 1985.
  - Diane et Nymphes surprises par des satyres (vers 1635-38). Détruite dans l'incendie de la tour de Flak de Berlin-Friedrichshain en 1945.
  - Portrait équestre de l'archiduc Albert.
  - Portrait équestre de Philippe IV d'Espagne. Détruit dans l'incendie de l'Alcazar, Madrid, en 1734. Une copie est exposée à la galerie des Offices.
  - La Continence de Scipion. Détruite lors d'un incendie au Western Exchange, Old Bond Street, à Londres, mars 1836.
  - La Chasse au lion. Enlevée par des agents de Napoléon du château de Schleissheim, près de Munich, en 1800 et envoyée au bout du compte au musée de Bordeaux, où elle est détruite lors d'un incendie en 1870.
  - Portrait équestre du duc de Buckingham. Propriété ultérieure du comte de Jersey à Osterley Park. Détruite lors d'un incendie en 1949.
- Séries de 39 peintures de plafonds pour l'église jésuite d'Anvers, conçue par Rubens et exécutée en grande partie par Antoine van Dyck. Détruite lors d'un incendie en 1718.
- La Vision de Saint Hubert, Rubens et Jan Brueghel l'Ancien. Détruite dans l'incendie de la tour de Flak de Berlin-Friedrichshain en 1945.
- Allégories de la Vue et de l'Odorat et Allégories de l'Ouïe, du Goût et du Toucher, Jan Brueghel l'Ancien et autres artistes. Détruites dans l'incendie du palais de Coudenberg, Bruxelles, 1731.
- Antoine van Dyck :
  - Portrait de groupe du conseil de ville de Bruxelles. Détruite lors du bombardement français en 1695.
  - Le Christ couronné d'épines, La Lamentation du Christ, Nymphes suprises par des satyres et Saints Jean-Baptiste et Jean-l'Évangéliste. Détruite dans l'incendie de la tour de Flak de Berlin-Friedrichshain en 1945.
- L'Adoration des bergers, Gerrit van Honthorst. Détruit dans l'attentat à la voiture piégée de la galerie des Offices, Florence, mai 1993.
- Six Orfèvres, Thomas de Keyser (1627). L'une des 30 peintures détruites par l'incendie du musée de Beaux Arts de Strasbourg, le 13 août 1947.
- Rembrandt : 
  - La Circoncision, (1646).
  - Le Christ dans la tempête sur la mer de Galilée (1633), volé lors du cambriolage du musée Isabella-Stewart-Gardner en 1990[3].
- Roger Pratt : Séries de bas-reliefs de plafonds de plantes et guirlandes (1650). Détruites dans l'incendie de la Coleshill House en septembre 1952.
- Jacob van Ruisdael : Le Château de Bentheim avec le Christ et ses Disciples sur la route d'Emmaüs. Détruite lors d'un incendie au musée Boijmans, Rotterdam, 1864.
- Tableaux de Carel Fabritius, perdus à la suite de l'explosion de la poudrière de Delft (1654), qui coûte la vie au peintre lui-même. Un Portrait de famille, du même artiste, est détruit lors d'un incendie au musée Boijmans, Rotterdam, 1864.
- Albert Cuyp : Homme endormi. Détruite lors d'un incendie au musée Boijmans, Rotterdam, 1864.
- Johannes Vermeer : Un gentleman lavant ses mains, recensée dans le catalogue de l'enchère Dissius, Hollande, 1696.
- Le Caravage :
  - L'Inspiration de Matthieu, première version (vers 1601). Détruite dans l'incendie de la tour de Flak de Berlin-Friedrichshain en 1945.
  - Le Christ au Mont des Oliviers (1605). Détruite dans l'incendie de la tour de Flak de Berlin-Friedrichshain en 1945.
  - Fillide Melandroni (vers 1597). Détruite dans l'incendie de la tour de Flak de Berlin-Friedrichshain en 1945.
  - Saint Jean, Saint François et La Résurrection, pour l'église Sant'Anna dei Lombardi, Naples. Détruites dans un tremblement de terre en 1798.
  - La Nativité avec saint François et saint Laurent, pour l'oratoire San Lorenzo, Palerme. Volée en 1969 et disparue.
- Orazio Gentileschi : La Conversion de Saint Paul, pièce d'autel, pour la basilique Saint-Paul-hors-les-Murs, Rome. Détruite dans un incendie en 1823.
- Lavinia Fontana : La Lapidation de Saint Étienne, pièce d'autel, pour la basilique Saint-Paul-hors-les-Murs, Rome. Détruite dans un incendie en 1823.
- Artemisia Gentileschi :
  - Hercule et Omphale (1628), peinte pour Philippe IV d'Espagne. Détruite dans l'incendie de l'Alcazar, Madrid, 1734.
  - Bethsabée (1650–52). Détruite lors d'un incendie à Gosford House, Écosse, 1940.
- Bartolomeo Manfredi : La Buonavventura et Ciclo Vito. Détruits dans l'attentat à la voiture piégée de la galerie des Offices, Florence, mai 1993.
- Annibale Carracci :
  - Danaé. Anciennement dans la collection Ellesmere, Bridgewater House, Londres. Détruite lors d'un bombardement le 11 mai 1941.
  - Saint Grégoire priant pour les âmes au Purgatoire (vers 1600), pièce d'autel pour l'église San Gregorio Magno, Rome. Anciennement dans la collection Ellesmere, Bridgewater House, Londres. Détruite lors d'un bombardement le 11 mai 1941.
- Lodovico Carracci : La Descente de la Croix. Anciennement dans la collection Ellesmere, Bridgewater House, Londres. Détruite lors d'un bombardement le 11 mai 1941.
- Guido Reni :
  - Bacchus et Ariane. Commandée pour la maison de la reine Henriette Marie à Greenwich en 1637. Détruite en France au XVIIe siècle par la veuve de Michel Particelli d'Émery, scandalisée par les femmes nues représentées. Un fragment avec la tête d'Ariane subsiste.
  - L'Immaculée Conception. Anciennement dans la cathédrale Notre-Dame du Siège de Séville, puis dans la collection Ellesmere, Bridgewater House, Londres. Détruite lors d'un bombardement le 11 mai 1941.
  - La Mort de Lucrèce, huile sur toile, 150 × 107 cm, musée des Beaux-Arts d’Orléans (disparu durant la Seconde Guerre mondiale).
- Gian Lorenzo Bernini :
  - Buste de Charles Ier, sculpture en marbre. Détruite dans l'incendie du palais de Whitehall, Londres, 1698.
  - Le Christ crucifié, sculpture en bronze. Partie des collections royales françaises. Détruite pendant la Révolution française.
- Diego Vélasquez :
  - L'Expulsion des Maures avec Philippe III (1627). Détruite dans l'incendie de l'Alcazar, Madrid, 1734.
  - Vénus et Adonis. Détruite dans l'incendie de l'Alcazar, Madrid, 1734.
  - Cupidon et Psyché. Détruite dans l'incendie de l'Alcazar, Madrid, 1734.
  - Apollon et Marsyas. Détruite dans l'incendie de l'Alcazar, Madrid, 1734.
  - Deux portraits des bouffons royaux, Francesco de Ochoa et Cardenas le Toreador, pour le palais du Buen Retiro, Madrid.
  - Pelican avec seau et ânes, pour le palais du Buen Retiro, Madrid.
- Francisco de Zurbarán : Saint Bonaventure révèle le Crucifix à Saint Thomas-d'Aquin. Détruite dans l'incendie de la tour de Flak de Berlin-Friedrichshain en 1945.
- Luca Giordano :
  - Fresques des Travaux d'Hercule (1692–1702), pour le palais du Buen Retiro, Madrid. Détruites au XIXe siècle
  - Fresques de La Vie de Saint Benoît, pour l'abbaye du Mont-Cassin. Détruites lors des bombardements le 15 février 1944.
- Guillaume III conduisant ses troupes à la bataille de la Boyne, Godfrey Kneller. Détruite lors d'un incendie à Grocers' Hall, Londres, 22 septembre 1965.
- Le Parc Yunming, oeuvre architecturale des jésuites Giuseppe Castiglione et Michel Benoist, avec ses trompe-l'oeil peints par Attiret d'après les dessins du même Castiglione, et qui fut commandée par l'Empereur chinois Qianlong, fut détruit par les troupes britanniques et françaises en 1860 lors de la seconde guerre de l'opium.

## XVIIIesiècle
- Chambre d'ambre du palais Catherine, Russie. Volée par les Nazis pendant la Seconde Guerre mondiale et perdue.
- Statue équestre de George Ier, John Nost (vers 1722). Déplacée de Chandos House à Leicester Square, Londres, vendue et disparue en 1872 après dommage par vandales.
- Jean Siméon Chardin :
  - La Leçon de dessin et Une fille récitant l'Évangile, .
  - Nature morte à la bouilloire de cuivre et au bol aux œufs, (1724–25). Détruite dans l'incendie de la tour de Flak de Berlin-Friedrichshain en mai 1945.
- Antoine Watteau :
  - Décorations pour le château de la Muette : la déesse Ki Mao Sao dans le royaume de Mang au Laos, (gravure, vers 1719). Démolie à la Révolution française.
  - Printemps : Élément d'une série de quatre peintures des saisons pour le banquier Pierre Crozat. Redécouverte en 1964, détruite par incendie en 1966. De la série, Automne et Hiver ont également disparu.
- Jean-Baptiste Oudry : Jay et Oriole pendus par les pieds.
- William Hogarth : 
  - Originaux de La Carrière d'une prostituée (1731). Détruits par incendie à l'abbaye de Fonthill en 1755, mais les gravures (1732) subsistent.
  - Actrices itinérantes s'habillant dans une grange, William Hogarth (1738). Détruite par l'incendie de la Littleton House en décembre 1874. Un gravure de l'auteur subsiste.
  - Thomas Hudson : Portraits de William Bouverie, Anne Bouverie et Mary Bouverie,. Détruites dans l'incendie de la Coleshill House en septembre 1952.
- Giambattista Tiepolo :
  - La Translation de la Sainte Maison de Lorette, Giambattista Tiepolo, fresque de l'église Santa Maria di Nazareth des Déchaussés, Venise. Détruite par dans un bombardement de l'aviation autrichienne en 1915. Une étude est exposée à la Galleria dell'Accademia de Venise, une seconde est au Getty Museum de Los Angeles. Il existe par ailleurs une copie du plafond dans sa totalité datant d'avant 1914 peinte à la gouache d’après l’original par Mariano Fortuny, une photographie de 1914 de James Anderson, et un dessin de 2020 d’Olivier Maceratesi[1].
  - Fresques de la famille Soderini, Gianbattista et Giandomenico Tiepolo, villa Soderini, Nervesa della Battaglia, Vénétie (vers 1754). Entièrement détruites par le front italo-autrichien pendant la Première Guerre mondiale, entre les 15 et 19 juin 1918.
  - Le Triomphe des Arts et des Sciences, Apollon et Phaéton, Persée et Andromède et Junon avec Fortune et Vénus, Gianbattista Tiepolo, peintures du plafond du palais Archinto, Milan. Détruites par les bombardements lors de la Seconde Guerre mondiale.
- Joshua Reynolds : Nativité, Jupiter enfant, Général James Oglethorpe et 16 autres œuvres. Détruites par incendie du château de Belvoir en 1816.
- Thomas Gainsborough :
  - David Garrick se penchant sur un buste de Shakespeare, (1766). Détruite par incendie de l'hôtel de ville de Stratford-upon-Avon en 1946.
  - Le Forestier et son chien pendant un orage, (1787). Détruite par incendie à Exton Old Park en 1810. Une matière noire de 1791 par Pierre Simon[Qui ?] en subsiste.
  - Enfants d'un cottage avec un âne. Détruite par incendie à Exton Old Park en 1810. Une matière noire en subsiste.
- Richard Wilson : La Destruction des enfants de Niobé. Anciennement à la National Gallery, Londres. Détruites pendant la Seconde Guerre mondiale, en 1944.
- Jean-Antoine Houdon : Buste de Gluck. Détruit dans l'incendie de l'Opéra de Paris en 1873. Des versions de terre cuite subsistent.
- Philippe-Jacques de Loutherbourg : Eidophusikon, (1781).
- Jacques-Louis David : Saint-Fargeau sur son lit de mort, par  (1793). Racheté à Jacques-Louis David en 1826 par Louise Lepeletier, fille de Saint- Fargeau, elle aurait brûlé le tableau. En 2010, leur lointain descendant, Jean d'Ormesson indique qu'une légende familiale veut que le tableau ait été caché dans les épais murs du château de Saint-Fargeau.

## XIXesiècle

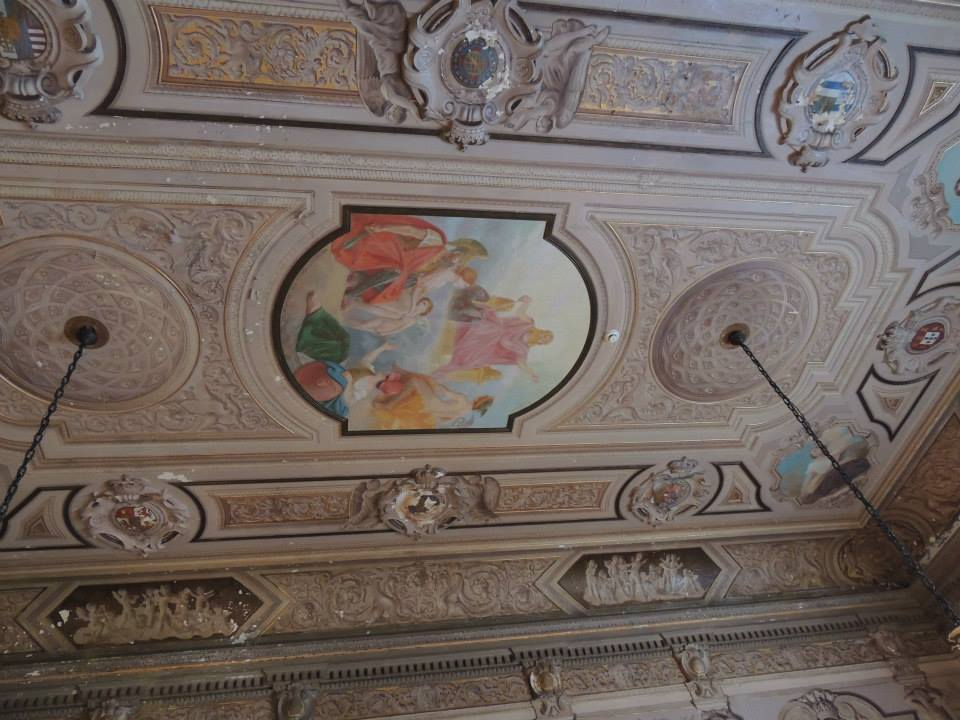
Fresque Jupiter sur le Mont Olympe par Mario Bragaldi dans le Palais de Saint-Christophe, photographiée quelques semaines avant sa destruction par incendie en 2018.

- Francisco de Goya : Don Antonio de Porcel, (1806). Détruit lors d'un incendie au Jockey Club, Buenos Aires, en 1956.
- William Blake : Une vision du Jugement dernier (1808). Des versions antérieures subsistent, mais la version finale n'a pas été vue depuis l'annulation d'une exposition à laquelle elle devait prendre part en 1810.
- Merry-Joseph Blondel : La Circassienne au bain (1814). Englouti lors du naufrage du Titanic (15 avril 1912).
- Gilbert Stuart : Portraits des trois premiers présidents américains, Washington, Adams et Jefferson. Détruits lors d'un incendie à la Bibliothèque du Congrès, le 24 décembre 1851.
- Antonio Canova : George Washington assis, en toge romaine, sculpture de marbre. Détruite lors d'un incendie au siège de gouvernement de la Caroline du Nord, Raleigh, en 1831. Il en subsiste un modèle en plâtre par l'artiste.
- Caspar David Friedrich :
  - L'Hiver (1807–08), L'Adieu (1818), Le Port de Grifswald (vers 1820), Paysage d'automne au collectionneur de pinceaux (1824) et Soir (1825). Détruits dans l'incendie du Glaspalast, Munich, en 1931.
  - Chapelle de montagne dans la brume (1811), Cimetière de monastère dans la neige (1817–18), Région de haute montagne (1824) et Aurores boréales (1830–35). Détruite lors de l'incendie de la tour de Flak de Berlin-Friedrichshain, en mai 1945.
- Hippolyte Flandrin :
  - Saint Clair guérissant les aveugles[4], (1836), détruit lors de l'incendie de la cathédrale de Nantes du 18 juillet 2020
- Joseph Mallord William Turner :
  - L'Embouchure de la Tamise (1807). Détruite pendant la Seconde Guerre mondiale.
  - Marché au poisson sur le sable (1830). Propriété de Billy Rose ; détruit lors d'un incendie en 1956.
  - Énée racontant son histoire à Didon (1850)

- Honoré Daumier : Pendant la deuxième guerre mondiale, un grand nombre de toiles furent détruites ou volées. Une liste, élaborée à partir de recherches de 2011, donne des renseignements sur une centaine de peintures disparues, soit 6 % environ de l'œuvre peint.

- Edwin Landseer : Guerre et Paix. (1846). Détruits dans les sous-sols de la Tate Gallery pendant la crue de la Tamise, en janvier 1928.
- John Banvard : Panorama du Mississippi. (1840–46). Promue comme « toile de trois lieues de long », bien qu'elle n'en ait fait qu'environ une demie (800 m), Banvard exposa de nombreuses fois son panorama, y compris devant la reine Victoria. On pense qu'elle a été découpée en plusieurs morceaux à la fin du XIXe siècle
- Emanuel Leutze : Washington franchissant le Delaware, première version. (1849–50). Détruite lors d'un raid aérien sur Brême en 1942.
- Mario Bragaldi : Fresques Jupiter sur le Mont Olympe, Justice, Fortitude, Tempérance et Prudence. (vers 1850). Peintures du plafond pour le salon de Trône, Palais de Saint-Christophe, Rio de Janeiro. Détruites dans l'incendie du musée national du Brésil, le 2 septembre 2018.
- Eugène Viollet-Leduc : Flèche de Notre-Dame de Paris. (édifiée entre 1853/1859), détruite par un incendie, le 15 avril 2019.
- Jean-Auguste-Dominique Ingres : Apothéose de Napoléon Ier. Peinture du plafond l'hôtel de ville de Paris. Détruite lors d'un incendie pendant la Commune de Paris, en 1871.
- Paul Delaroche : La Prise de la Bastille (1830). Peinture pour l'hôtel de ville de Paris. Détruite lors d'un incendie pendant la Commune de Paris, en 1871.
- Eugène Delacroix :
  - Justinien rédigeant ses Lois, (1826). Peinture pour le Conseil d'État, Paris. Détruite lors d'un incendie pendant la Commune de Paris, en 1871. Une photographie de 1855 en subsiste.
  - La Paix console l'humanité et apporte l'abondance, (1852–54). Peinture pour le salon de la Paix de l'Hôtel de ville de Paris. Détruite lors d'un incendie pendant la Commune de Paris, en 1871[5].
- Théodore Chassériau : Guerre et Paix (1848). Peintures murales pour la Cour des comptes, au palais du quai d'Orsay, Paris. Détruite lors d'un incendie pendant la Commune de Paris, en 1871. Huit fragments sont préservés au Louvre[6].
- Jean-François Millet : La Captivité des Juifs à Babylone. Présentée au salon de Paris en 1848. Millet repeint par-dessus en 1870-71.
- Gustave Courbet :
  - Les Casseurs de pierres. Détruite pendant son transit depuis la galerie de Dresde lors de la Seconde Guerre mondiale.
  - Le Retour de la Conférence (1863). Supposée détruite vers 1910 par son propriétaire à cause de son contenu anticlérical.
  - Le Rêve. Vénus et Psyché (1864). Détruite lors d'un raid aérien sur Berlin, en 1945.
- Vincent van Gogh :
  - Charrette tirée par un âne avec garçon et femme de Scheveningen (1882). Détruite lors d'un incendie à Rotterdam en 1940.
  - Le Jardin de curé à Nuenen avec mare et personnages (1885). Détruite lors d'un incendie à Rotterdam pendant la Seconde Guerre mondiale.
  - Moulin à Montmartre (1886). Détruite lors d'un incendie en 1967.
  - Nature morte : Vase avec cinq tournesols (1888). Anciennement partie de la collection de Koyata Yamamoto, Japon. Détruite lors des raids aériens américains sur le district d'Ashiya, 5-6 août 1945.
  - Le Peintre sur le chemin du travail (1888). Anciennement au Kaiser-Friedrich Museum, Berlin. Détruite lors d'un incendie pendant la Seconde Guerre mondiale.
  - Le Parc à Arles avec l'entrée vue à travers les arbres (1888). Détruite lors d'un incendie pendant la Seconde Guerre mondiale.
  - Les Amants : Le Jardin du poète IV (1888). Déclarée dégénérée par les Nazis en 1937 et confisquée. Localisation inconnue.
- George Inness : La Nouvelle Jérusalem. Détruite lors d'un effondrement partiel du Madison Square Garden en 1880. Des fragments subsistent, dont La Vallée des Oliviers au Walters Art Museum, Baltimore.
- James Tissot : L'Apparition (1885). Perdue, une manière noire de l'auteur en subsiste.
- Henri Rousseau (Portrait d'Alfred Jarry, 1895). Détruite par Alfred Jarry, qui ne l'aimait pas.
- John Singer Sargent :Tête de Henry Irving. Détruite par Henry Irving.
- William Merritt Chase : Portrait de Thomas Eakins (vers 1899). Probablement détruite par Thomas Eakins.
- Alfred Verwée : Un coin de la prairie ou La vache aux chardons (1882). Détruite lors de l'incendie de l'Hôtel de ville de Namur pendant la Première Guerre mondiale
- Œufs de Fabergé : Poule dans un panier (1886), Ange avec chariot (1888), Nécessaire (1889), Portraits d'Alexandre III (1896) et Mauve (1898).

## XXesiècle

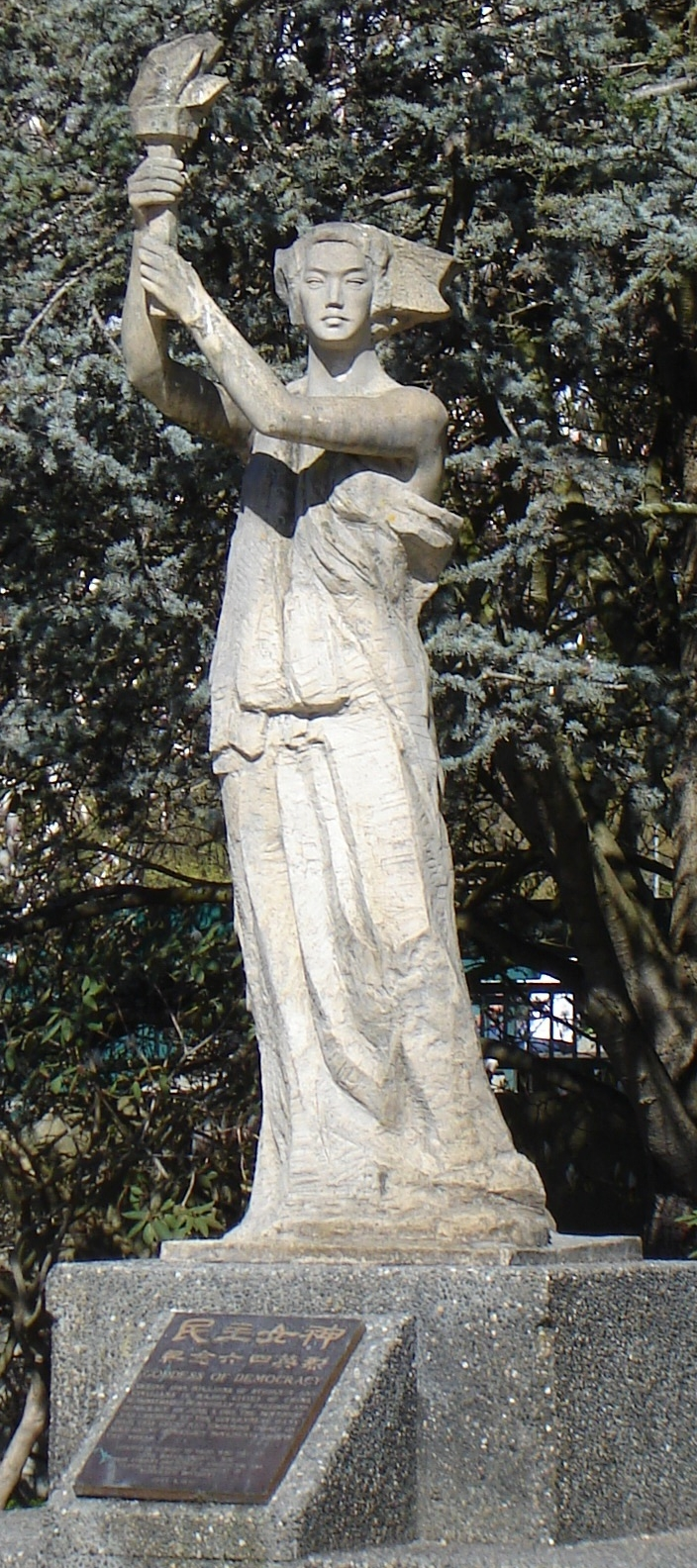
Réplique de la Déesse de la Démocratie sur le campus de l'université de la Colombie-Britannique à Vancouver. L'original, créé par des étudiants de l'école nationale des beaux-arts de Pékin, a été détruit pendant les manifestations de la place Tian'anmen en 1989.

### première moitié du XX°siècle
- Les œufs du jubilé danois (1903) et commémoratif d'Alexandre III (1909), par Pierre-Karl Fabergé.
- L'Union de la Bretagne et de la France (1911), Jean Boucher. Détruite sur la place de la mairie de Rennes (France) lors de l'attentat du 7 août 1932.
- Musik II (1898), Schubert au Piano (1899), Pommier doré (1903), Procession des morts (1903), Peintures des Facultés qui devaient orner le plafond de l'université de Vienne (La médecine, la philosophie et la jurisprudence, 1899–1907), Jardin de ferme au crucifix (1911–12), Malcesine sur le lac de Garde (1913), Sentier de jardin aux poulets (1916), Portrait de Wally (1916), Les Amies (vers 1916-17), Léda (1917), Gastein (1917), toutes œuvres de Gustav Klimt. Détruites lors de l'incendie allumé par les forces allemandes en retraite en 1945 au château Immendorf, Autriche[7],[8].
- Tammany Hall at Night, John French Sloan. Détruite par un incendie lors de son transport ; Sloan en crée par la suite une réplique sur la base de photographies.
- Peintures, sculptures et mobiliers du Titanic (1912), notamment le tableau La Circassienne au bain de Merry-Joseph Blondel, 1814), un portrait du patriote italien Giuseppe Garibaldi et une édition originale du Rubaiyat, recueil de poèmes persans datant du XIe siècle, et du Lusitania (1915).
- Deux peintures de Claude Monet, dont une grande étude pour Les Nymphéas, détruites lors d'un incendie au Museum of Modern Art, New York, en avril 1958.
- Man at the Crossroads, peinture murale de Diego Rivera (1933). Détruite et enlevée en 1934 car son contenu (qui incluait un portrait de Lénine) avait offensé Nelson Rockefeller, commanditaire de l'œuvre. Rivera recrée par la suite l'œuvre comme L'Homme contrôleur de l'univers au Palacio de Bellas Artes de Mexico.
- The Reaper, peinture murale de Joan Miró (1937) représentant un paysan catalan, créée pour le pavillon républicain espagnol de l'exposition spécialisée de 1937 à Paris. Envoyée par la suite à Valence et probablement détruite.

### Deuxième Guerre mondiale

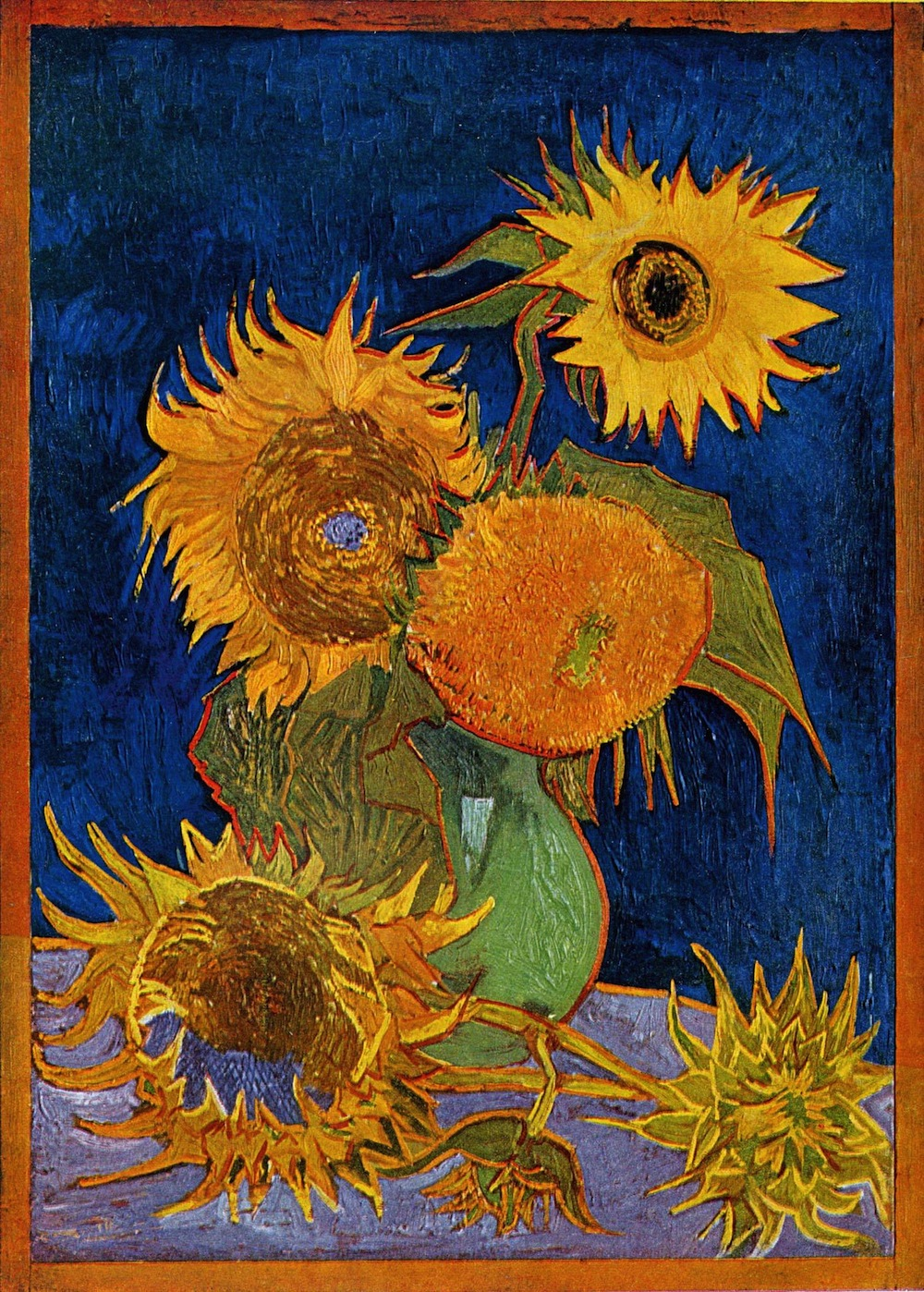
Une version des Tournesols de Vincent van Gogh, détruite en 1945.

- Liste d'œuvres d'art victimes de la mobilisation des métaux non ferreux : de très nombreuses statues en bronze, dans l'espace public, sont déboulonnées et fondues, sous le régime de Vichy.
- Plus de 90 % des œuvres publiques du sculpteur Arno Breker, détruites après la Seconde Guerre mondiale par les forces alliées.
- Entre le 6 et le 18 mai 1945, lors de la bataille de Berlin, deux incendies vont se déclencher dans la Flakturm II, provoquant la destruction de milliers d'oeuvres d'art. Les plus grands dégâts ont été causés dans le secteur de la peinture : il s’agissait de 417 œuvres manquantes, dont 158 d’art italien, 89 d’art néerlandais, 54 d’art flamand, 67 d’art allemand, ainsi que de nombreux autres chefs-d’œuvre d’art espagnol, français et anglais, parmi lesquelles cinq peintures de Van Dyck, quatre de Ghirlandaio, trois de Rubens, trois de Botticelli, trois de Caravage, trois de Cranach, trois de Caspar Friedrich, deux de Murillo, mais aussi d'autres de Veronese, Beccafumi, del Sarto, Bergognone, etc.). (cf. tour de Flak)
- Les fresques du Palais Royal de Milan sont en grande partie détruites pendant la Seconde Guerre mondiale dont celles réalisées en 1808 par le peintre napoléonien Andrea Appiani.
- Une version des Tournesols de Vincent van Gogh (Vase avec cinq tournesols), acquise en 1920 par l'industriel japonais Koyata Yamamoto, est détruite entre le 5 et le 6 août 1945 lors d'un incendie provoqué par un bombardement américain sur la ville d'Ashiya[9].
- L’Annonciation, Federico Barocci huile sur cuivre, 35 × 25 cm, musée des Beaux-Arts d’Orléans[10].

### Deuxième moitié du XX°siècle
- De nombreuses œuvres d'Arshile Gorky, perdues lors de l'incendie de son studio en 1946. En outre, 15 peintures et dessins abstraits de Gorky ont été perdus lors d'un accident d'avion en 1962[11].
- Portrait de Winston Churchill, Graham Sutherland (1954). Délibérément détruit par Clementine Churchill qui ne l'appréciait pas, tout comme son mari.
- De nombreuses œuvres de l'exposition Corridart[12], enlevées et confisquées ou détruites sur les ordres du maire de Montréal Jean Drapeau en 1976, provoquant un scandale.
- Une vingtaine d'œuvres créées devant une caméra et ensuite délibérément détruites par Pablo Picasso pour le documentaire Le Mystère Picasso (1956).
- Une cinquantaine d’œuvres de la collection du Musée du Québec, détruites dans l'incendie de la résidence du Lieutenant-gouverneur, Bois de Coulonge (Spencerwood) à Québec[13].
- 53 tableaux du peintre brésilien Manabu Mabe, disparus le 30 janvier 1979 dans l'accident d'un Boeing 707 au-dessus du Pacifique, 30 minutes après son départ de Tokyo. Aucun débris n'a jamais été retrouvé.
- Étude d'après Velazquez III, Francis Bacon (1950). Troisième élément d'une série de trois portraits d'après le portrait d'Innocent X par Diego Vélasquez. Ces trois tableaux étaient présumés avoir été détruits par l'artiste, mais les deux premiers ont réapparu en 1999.
- Untitled Wall Relief, laque acrylique sur plexiglas par Craig Kauffman (1967). L'œuvre s'est détachée de la cimaise et s'est brisée au sol le 16 juillet 2006 au centre Pompidou à Paris.
- Sans nom, œuvre en résine de polyester moulé de Peter Alexander (1971). L'œuvre s'est détachée du mur et s'est brisée au sol en avril 2006 au centre Pompidou à Paris.
- Monument de la perle (1982), occupant le centre de la place de la Perle à Manama, Bahreïn. Détruit par le gouvernement le 18 mars 2011 car il était devenu le point de rassemblement des manifestants.
- Hole and Vessel, sculpture de bois et de ciment d'Anish Kapoor (1984). Découverte absente de son lieu de stockage en 2004.
- Equal-Parallel/Guernica-Bengasi, sculpture de métal de 38 t de Richard Serra (1986)[14]. Anciennement exposée au musée Reina Sofía, l'œuvre n'a pu être localisée en 2006[15].
- La Déesse de la Démocratie, sculpture réalisée par des étudiants de l'école nationale des beaux-arts de Pékin (1989). Détruite par l'armée populaire de libération pendant les manifestations de la place Tian'anmen (1989).
- House, énorme sculpture de Rachel Whiteread (1993). Détruite par le conseil du district londonien de Tower Hamlets le 11 janvier 1994.
- Le Peintre, tableau de Pablo Picasso. Perdu à bord du vol 111 Swissair lors de son écrasement dans l'océan au large d'Halifax, le 2 septembre 1998.
- Tilted Arc, Richard Serra (1981). Démantelée et enlevée en 1989.

### Lors de l'attentat d'Oklahoma City
De nombreuses œuvres d'art furent détruites dans l'attentat d'Oklahoma City le 19 avril 1995. L'Oklahoma City National Memorial expose les œuvres qui y ont survécu.
- Charon's Sentinels, photographie de David Halpern
- Columbines at Cascade Canyon, photographie de Albert D. Edgar
- Monolith, sculpture de porcelaine de Frank Simons
- Morning Mist, photographie de David Halpern
- Palm Tree Coil, sculpture de bronze de Jerry McMillan
- Sky Ribbons: An Oklahoma Tribute, sculpture en fibre de verre de Gerhardt Knodel (1978)
- Soaring Currents, textile de Karen Chapnick
- Through the Looking Glass, laine d'Anna Burgress
- Winter Scene, photographie de Curt Clyne

## XXIesiècle
- Collection presque complète de Hélio Oiticica (environ 2 000 œuvres, soit à peu près 90 %), détruite le 16 octobre 2009 lors d'un incendie dans la maison de son frère.
- Seeds, tableau de Dan Narita. Perdu après son exposition à The Mall Galleries à Londres, en 2012.

### Lors de l'attentats du11 septembre 2001

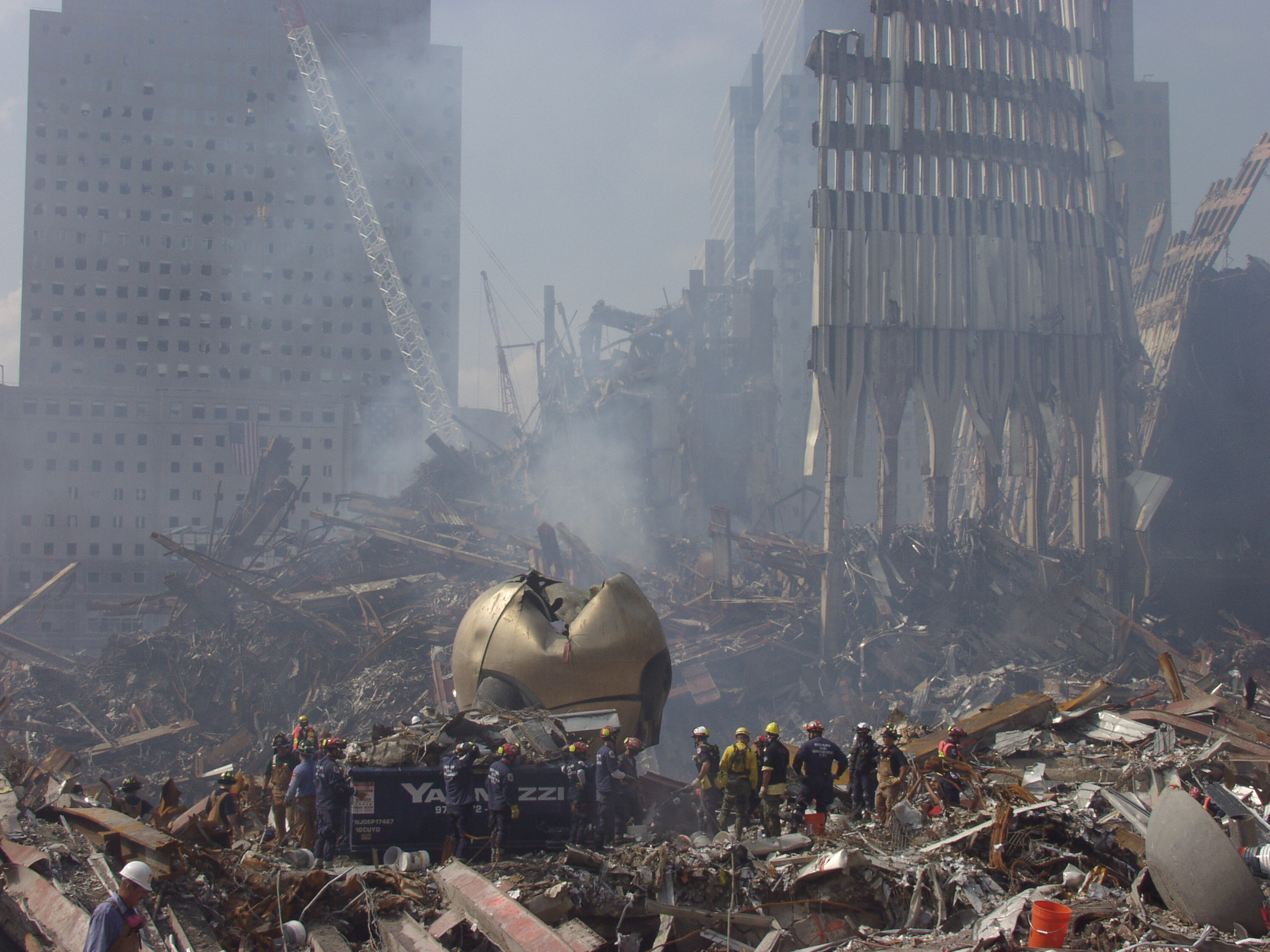
The Sphere, sculpture de Fritz Koenig, parmi les débris du World Trade Center quelques jours après les attentats ; sérieusement endommagée mais pas détruite, elle est utilisée par la suite comme mémorial temporaire, sans aucune réparation.

Lors des attentats du 11 septembre 2001, de nombreuses œuvres ont été détruites lors de l'effondrement des tours du World Trade Center :
- Bent Propeller (en), sculpture d'Alexander Calder (1971) ; environ 30 % de l'œuvre fut retrouvé
- Cloud Fortress (en), œuvre de granite noir de Masayuki Nagare (1975)
- The Entablature Series, Roy Lichtenstein
- Fontaine à la mémoire des victimes (en) de l'attentat de 1993, par Elyn Zimmerman
- Grande Tapisserie du World Trade Center, tapisserie de Joan Miró et Josep Royo (1974)
- Ideogram (en), sculpture en acier de James Rosati (en) (1967)
- Needle Tower, sculpture de Kenneth Snelson (en) (1968)
- Sky Gate, New York (en), sculpture en bois de Louise Nevelson (1977-78)
- Environ 300 sculptures et dessins d'Auguste Rodin, partie de la collection de Cantor Fitzgerald
- Environ 40 000 négatifs de photographies de Jacques Lowe (en), documentant la présidence de John Fitzgerald Kennedy
- De nombreuses œuvres déposées dans des coffres dans les tours
- La Port Authority stockait également une centaine d'œuvres dans le complexe, dont :
  - Commuter Landscape, peinture murale de Cynthia Mailman (en)
  - Fan Dancing with the Birds, peinture murale Hunt Slonem (en)
  - Path Mural, de Germaine Keller
  - Recollection Pond, tapisserie de Romare Bearden

### Lors de l'incendie de la galerie Saatchi
De nombreuses œuvres des Young British Artists, propriétés de la galerie Saatchi, ainsi que celles d'artistes d'autres collections, ont été détruites lors d'un incendie dans un entrepôt de Momart à Leyton, dans l'est de Londres, le 24 mai 2004.
- Afrobluff et autres œuvres, Chris Ofili
- Altair et 17 autres peintures, Gillian Ayres (1989)
- Barcelona, Carrer Muntaner, photographie de Craigie Horsfield (1996)
- Clown, peinture sur bois de Gary Hume, ainsi que d'autres œuvres
- Cyclops Cameo (1995), Opal (1996) et 8 autres œuvres, Helen Chadwick
- Down Below, sculpture de Sarah Lucas
- The Event, triptyque de bronze de William Redgrave ; son fils, Chris Redgrave, en a sauvé environ un tiers
- Everyone I Have Ever Slept With 1963–1995, Tracey Emin
- Floater, Gavin Turk
- Hedone's (1996), Rust Never Sleeps (1996) et Trou Normand (1997), Patrick Caulfield
- Hell, Jake et Dinos Chapman (1998-2000)
- Mood Change One, Michael Craig-Martin
- The Last Thing I Said to You Is Don't Leave Me Here, Tracey Emin (1999)
- Vertical Light, Patrick Heron (1957), et 50 autres peintures
- 9 œuvres de Barry Flanagan
- 40 œuvres d'Adrian Heath
- 16 peintures de Damien Hirst
- Plusieurs œuvres de Paula Rego